# Milchbüchleinrechnung
Milchbüchleinrechnung ist ein in der Schweiz verbreiteter Begriff, der zwei Konnotationen hat. Zum einen kann eine «zu einfache, der Komplexität der Sache nicht gerecht werdende Rechnung» gemeint sein, so wie auch bei dem (bundesdeutschen) Begriff Milchmädchenrechnung.
Zum anderen bezeichnet der Begriff (dann zumeist in der Form Milchbuchrechnung) eine einfache Rechnungslegung kleinerer Firmen, wobei lediglich über Einnahmen und Ausgaben sowie über die Vermögenslage Buch geführt wird. Diese Buchhaltungsart ist für Unternehmen mit einem Jahresumsatz bis 500'000 Fr. erlaubt und im Schweizerischen  Obligationenrecht (OR), Art. 957 geregelt.